# Желатиносеребряный фотопроцесс

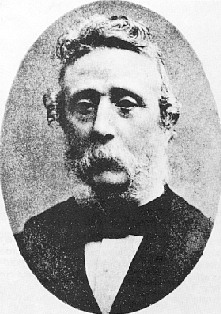
Изобретатель сухого фотопроцесса Ричард Меддокс

Желатиносеребряный фотопроцесс — современный фотографический процесс, основанный на использовании желатина в качестве связующего элемента светочувствительных галогенидов серебра. Фотоэмульсия такого состава наносится на подложку из стекла, бумаги или гибкой плёнки и сохраняет светочувствительность и пригодность для лабораторной обработки в течение многих лет. Технология разработана Ричардом Меддоксом в 1871 году и усовершенствована Чарльзом Беннетом в 1878 году. По другим данным фотографическая эмульсия на основе желатина была впервые получена Робертом Бингемом в Великобритании в 1850 году. Процесс допускает использование любых галогенидов серебра, но часто упоминается под названием сухая броможелатиновая эмульсия, как более совершенная альтернатива предыдущей технологии. Мокрый коллодионный процесс требовал экспонирования и лабораторной обработки фотоматериала немедленно после приготовления, значительно усложняя фотографирование. Подавляющее большинство современных фотоматериалов, в том числе цветных, основаны на желатиносеребряной технологии.

## Историческая справка
Предыдущая технология фотографии, основанная на использовании влажного коллодия, была несовершенной, заставляя фотографов даже в экспедиции носить с собой походную фотолабораторию. На рубеже 70-х и 80-х годов XIX века английский врач Ричард Меддокс, занимавшийся микрофотографией, предпринял попытки заменить неудобный коллодий, эфирный запах которого переносил с трудом. Выбор был остановлен на желатине, до этого уже предлагавшейся в качестве связующей среды Виктором Ньепсом (фр. Claude Félix Abel Niépce de Saint-Victor) и Альфонсом Пуатвеном (фр. Louis-Alphonse Poitevin). В сухом состоянии она обладает высокой прочностью, а при намокании разбухает, беспрепятственно пропуская к микрокристаллам фотореактивы. Ещё более важным открытием стала фотографическая активность желатина, а также возможность повышения светочувствительности её смеси с галогенидом серебра в тысячи раз нагреванием в течение определённого времени. Этот процесс, изобретённый в 1878 году Чарльзом Беннетом, получил название физического созревания эмульсии, и позволил получить фотопластинки с недоступной для предыдущих технологий чувствительностью. Уже через год Джордж Истмен (англ. George Eastman) собрал первую машину для полива желатиносеребряной эмульсии на стеклянную подложку, основав «Компанию сухих пластинок Истмена». Впоследствии предприятие превратилось в мирового лидера по выпуску светочувствительных материалов Eastman Kodak. 
Появление новой фотоэмульсии произвело настоящую революцию не только в фотографии, но и во многих других областях. Фотографы теперь могли вести съёмку в любых местах, взяв с собой запас фотоматериала, остающегося пригодным многие месяцы и годы. Другой важной инновацией стало начало производства фотоматериалов промышленным способом, тогда как до этого фотографы изготавливали их самостоятельно. Сухая фотоэмульсия дала старт созданию кинематографа, благодаря появлению рулонных фотоплёнок на гибкой подложке и производной от них киноплёнки. Особенности строения желатинового фотослоя позволили получить значения светочувствительности, недостижимые ни для одной из предыдущих технологий. Большую роль сыграло появление любительских фотоаппаратов с рулонной негативной фотобумагой, налаженное Истменом в 1885 году. Эти бокс-камеры положили начало развитию портативных фотоаппаратов, рассчитанных на роликовую фотоплёнку. В 1879 году Джозеф Суон использовал желатиносеребряную фотоэмульсию для производства фотобумаг с химическим проявлением. Вскоре это привело к почти полному отказу от быстро выцветающих фотобумаг с «дневным проявлением» — альбуминовой и целлуидиновой — пригодных только для контактной печати. В 1894 году бумажную подложку начали покрывать баритовым подслоем (подвергать баритажу), предотвращавшим просачивание эмульсии между волокнами, и повышавшим белизну. По этой причине желатиносеребряные фотобумаги в обиходе получили название «баритовых». 
Высокочувствительные желатиновые фотобумаги открыли эпоху малоформатной фотографии, требующей увеличения. Желатиносеребряные фотобумаги использовались вплоть до вытеснения в 2000-х годах цифровой печатью, более дешёвой и не требующей сложной лабораторной обработки. Ручная чёрно-белая фотопечать на бумаге с желатиносеребряной эмульсией в настоящее время перешла в разряд эксклюзивных технологий, которую галеристы называют серебряная фотопечать.